# Воррен-Парк (Індіана)
Воррен-Парк (англ. Warren Park) — місто (англ. town) в США, в окрузі Меріон штату Індіана. Населення — 1490 осіб (2020).

## Географія
Воррен-Парк розташований за координатами 39°46′59″ пн. ш. 86°3′6″ зх. д. / 39.78306° пн. ш. 86.05167° зх. д. (39.783194, -86.051714).  За даними Бюро перепису населення США в 2010 році місто мало площу 1,16 км², уся площа — суходіл.

## Демографія
Згідно з переписом 2010 року, у місті мешкало 1480 осіб у 814 домогосподарствах у складі 307 родин. Густота населення становила 1271 особа/км².  Було 1023 помешкання (879/км²).
Расовий склад населення:
| - 78,6 % — білих - 16,1 % — чорних або афроамериканців - 0,2 % — азіатів - 0,1 % — корінних американців - 3,0 % — осіб інших рас |

До двох чи більше рас належало 1,9 %. Частка іспаномовних становила 7,3 % від усіх жителів.
За віковим діапазоном населення розподілялося таким чином: 18,4 % — особи молодші 18 років, 51,1 % — особи у віці 18—64 років, 30,5 % — особи у віці 65 років та старші. Медіана віку мешканця становила 50,5 року. На 100 осіб жіночої статі у місті припадало 72,1 чоловіків;  на 100 жінок у віці від 18 років та старших — 66,4 чоловіків також старших 18 років.
Середній дохід на одне домашнє господарство  становив 51 552 долари США (медіана — 28 727), а середній дохід на одну сім'ю — 64 256 доларів (медіана — 46 250). Медіана доходів становила 46 016 доларів для чоловіків та 28 967 доларів для жінок. За межею бідності перебувало 32,0 % осіб, у тому числі 52,3 % дітей у віці до 18 років та 11,7 % осіб у віці 65 років та старших.
Цивільне працевлаштоване населення становило 644 особи. Основні галузі зайнятості: мистецтво, розваги та відпочинок — 20,7 %, освіта, охорона здоров'я та соціальна допомога — 20,5 %, роздрібна торгівля — 15,5 %, виробництво — 12,7 %.